# Ja'ir Lapid
Ja'ir Lapid (hebrejsky יאיר לפיד‎‎; * 5. listopadu 1963 Tel Aviv) je izraelský politik a bývalý novinář, od července do prosince 2022 premiér Izraele. Předtím zastával v letech 2021–2022 funkci alternujícího premiéra a ministra zahraničních věcí. Je předsedou centristické strany Ješ atid, v letech 2020–2021 byl vůdcem opozice a v letech 2013–2014 ministrem financí.
Před vstupem do politiky v roce 2012 byl spisovatelem a televizním moderátorem. Centristická strana Ješ atid, kterou založil, se stala druhou největší stranou v Knesetu, když v jejich prvních parlamentních volbách v roce 2013 získala 19 křesel.
V letech 2013–2014, po uzavření koaliční dohody s Likudem, zastával funkci ministra financí pod premiérem Benjaminem Netanjahuem. V roce 2013 se umístil na prvním místě v žebříčku „nejvlivnějších Židů na světě“, který sestavil deník The Jerusalem Post. V roce 2013 ho časopis Foreign Policy zařadil na svůj seznam předních globálních myslitelů a časopis Time ho zařadil mezi 100 „nejvlivnějších lidí na světě“. Je členem Výboru pro zahraniční věci a obranu Knesetu.
Dne 17. května 2020 se stal vůdcem opozice poté, co složila přísahu vláda Benjamina Netanjahua a Binjamina Gance. Dne 5. května 2021 zahájil jednání s dalšími stranami, aby se pokusil sestavit koaliční vládu. Dne 2. června 2021 informoval izraelského prezidenta Re'uvena Rivlina, že se dohodl na rotační vládě s Naftali Bennettem a je připraven nahradit dosavadního premiéra Benjamina Netanjahua. Nová vláda složila přísahu 13. června 2021.
Premiérem Izraele se stal 1. července 2022 poté, co Bennett po rozpuštění Knesetu odstoupil z funkce premiéra. Lapid zůstane premiérem až do sestavení nové vlády po příštích volbách.

## Osobní život a pozadí
Lapid se narodil v Tel Avivu jako syn novináře a politika Josefa „Tommyho“ Lapida, který byl ministrem spravedlnosti, a spisovatelky a dramatičky Šulamit Lapid. Jeho otec se narodil v Novém Sadu v Jugoslávii (dnes Srbsko) maďarským židovským rodičům a matka se narodila v Tel Avivu. Jeho dědeček z matčiny strany David Gil'adi, původem ze Sedmihradska, byl spisovatel a novinář, který patřil k zakladatelům deníku Ma'ariv. Má sestru Merav, která je klinickou psycholožkou. Jeho druhá sestra zemřela při autonehodě v roce 1984. Jeho dědeček z otcovy strany Bela Lampel, právník a sionistický aktivista, byl zavražděn v koncentračním táboře Mauthausen, zatímco jeho prababička Hermiona Lampel byla poslána do Osvětimi, kde byla zavražděna v plynové komoře.
Vyrůstal v Tel Avivu a Londýně. V Tel Avivu žil ve čtvrti Jad Elijahu. Navštěvoval gymnázium Herzlija, ale potýkal se s poruchami učení a školu opustil, aniž by získal bagrut (izraelské maturitní vysvědčení). Většinu povinné vojenské služby strávil v Izraelských obranných silách (IOS) jako vojenský zpravodaj týdeníku IOS ba-Machane (doslova V základním táboře). Po ukončení vojenské služby začal pracovat jako reportér pro deník Ma'ariv a publikoval poezie v literárních časopisech. Věnoval se také amatérskému boxu.
V polovině 80. let se oženil s Tamar Friedman. Z manželství vzešel syn Jo'av (* 1987). Po narození syna se manželé rozvedli. Později se oženil s Lihi Lapid, s níž má dvě děti. Manželé žijí ve čtvrti Ramat Aviv Gimel v Tel Avivu. Navštěvuje reformní synagogu v Tel Avivu.

## Novinářská a mediální kariéra
V roce 1988, ve svých 25 letech, byl jmenován redaktorem Jedi'ot takšoret. V roce 1991 začal psát týdenní sloupek do víkendové přílohy celostátních novin – nejprve pro Ma'ariv a později pro konkurenční deník Jedi'ot achronot. Název jeho sloupku „Kde jsou peníze?“ se o několik desetiletí později stal jeho politickým sloganem.

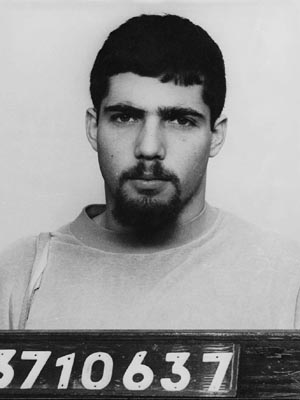
Lapid na počátku 80. let, kdy pracoval jako vojenský zpravodaj pro týdeník Izraelských obranných sil.

V roce 1994 začal působit v televizi, kde moderoval hlavní páteční večerní talk show na kanálu 1. V roce 1997 si zahrál v izraelském filmu Širat ha-sirena, který pojednává o válce v Zálivu. Poté moderoval talk show na kanálu 3. V devadesátých letech moderoval talk show o aktuálních tématech na kanálu 2.
V letech 1989–2010 psal a vydával knihy různých žánrů. Jeho první knihou byl thriller. Mezi jeho další knihy patří dvě pro děti, dva romány a sbírka jeho novinových sloupků. Kromě toho napsal dramatický seriál Cheder milchama (doslova Válečná místnost), který v roce 2004 odvysílal kanál 2. Celkem napsal 12 knih. Jeho nejúspěšnější kniha Memories After My Death byla životopisem jeho zesnulého otce.
Byl také autorem písní pro řadu izraelských hudebníků, mimo jiné Jardenu Arazi a Ritu. Některé z jeho písní se staly hity, které se v Izraeli dostaly na přední příčky hitparád.
V lednu 2008 byl moderátorem Ulpan šiši (doslova Páteční studio), pátečního zpravodajského magazínu kanálu 2. V témže roce uvedlo divadlo Kameri jeho první hru The Right Age for Love.
V lednu 2012 se objevily kontroverze poté, co byl přijat Bar-Ilanovou univerzitou do doktorského programu, kde studuje na doktorát z hermeneutiky. Bylo to v rozporu s pravidly, podle kterých musí mít všichni doktorandi minimálně bakalářský titul. Lapid, který nedokončil střední školu, byl na univerzitu přijat na základě svých mimoakademických referencí a své novinářské a spisovatelské kariéry. Poté, co Výbor pro vzdělávání Knesetu zahájil vyšetřování, Rada pro vysokoškolské vzdělávání zrušila program, v jehož rámci byl Lapid přijat a který umožňoval studentům bez bakalářského vzdělání studovat na doktorát.

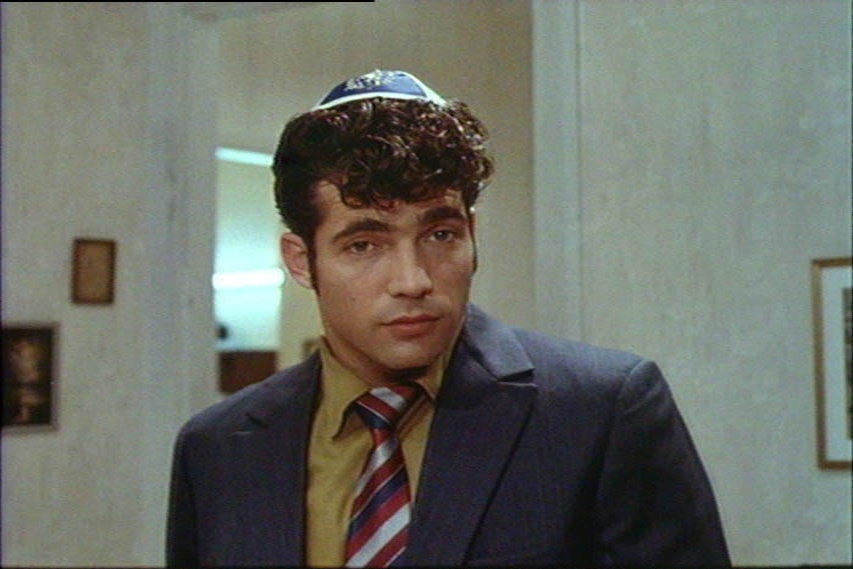
Lapid ve filmu Ja'akova Goldwassera Me'ever la-jam (doslova Za oceánem) z roku 1991

V září 2013 odhadlo izraelské vydání časopisu Forbes Lapidovo čisté jmění na 22 milionů šekelů.

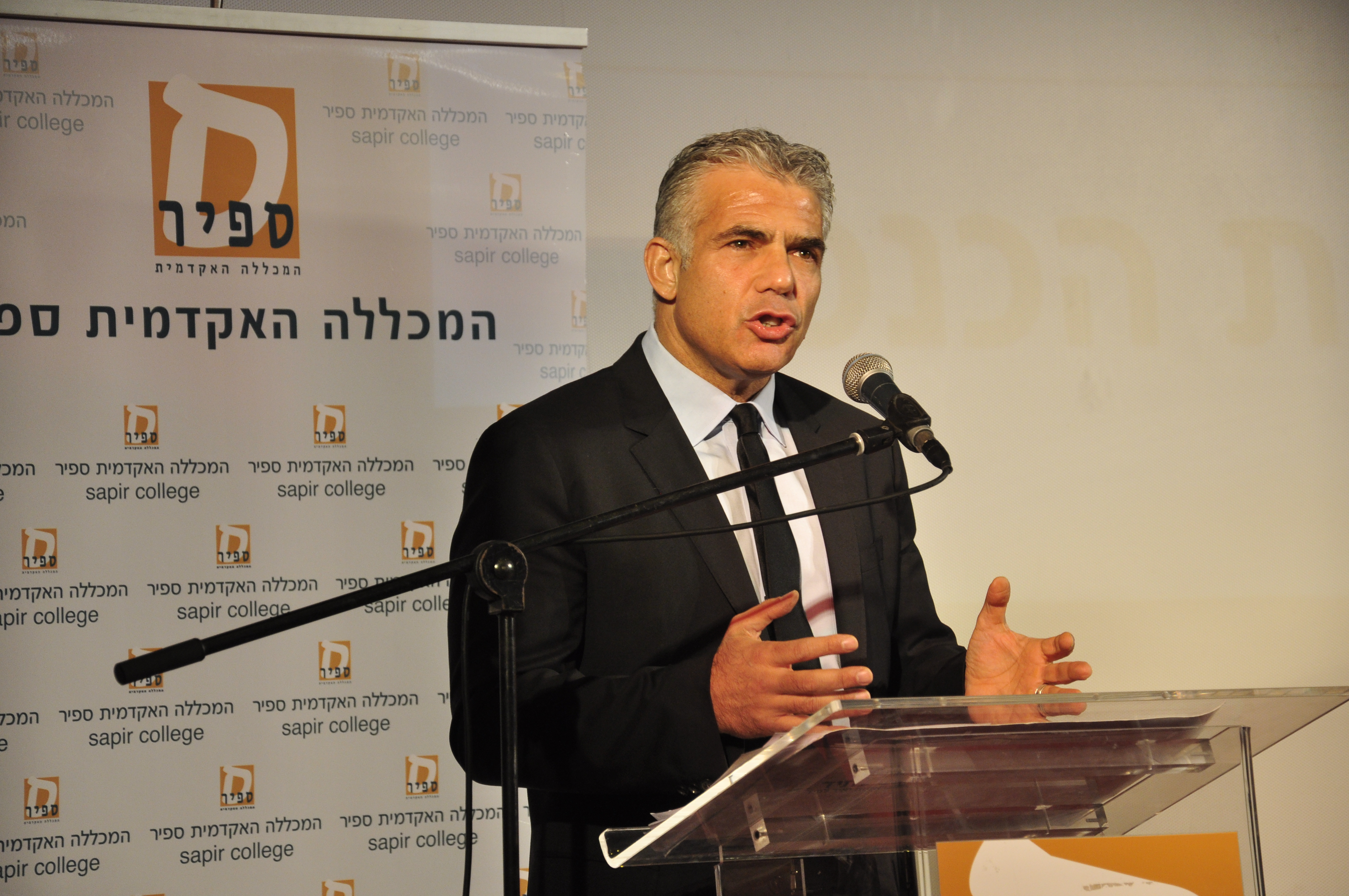
Lapid při projevu na Sapir Academic College v listopadu 2015

## Politická kariéra

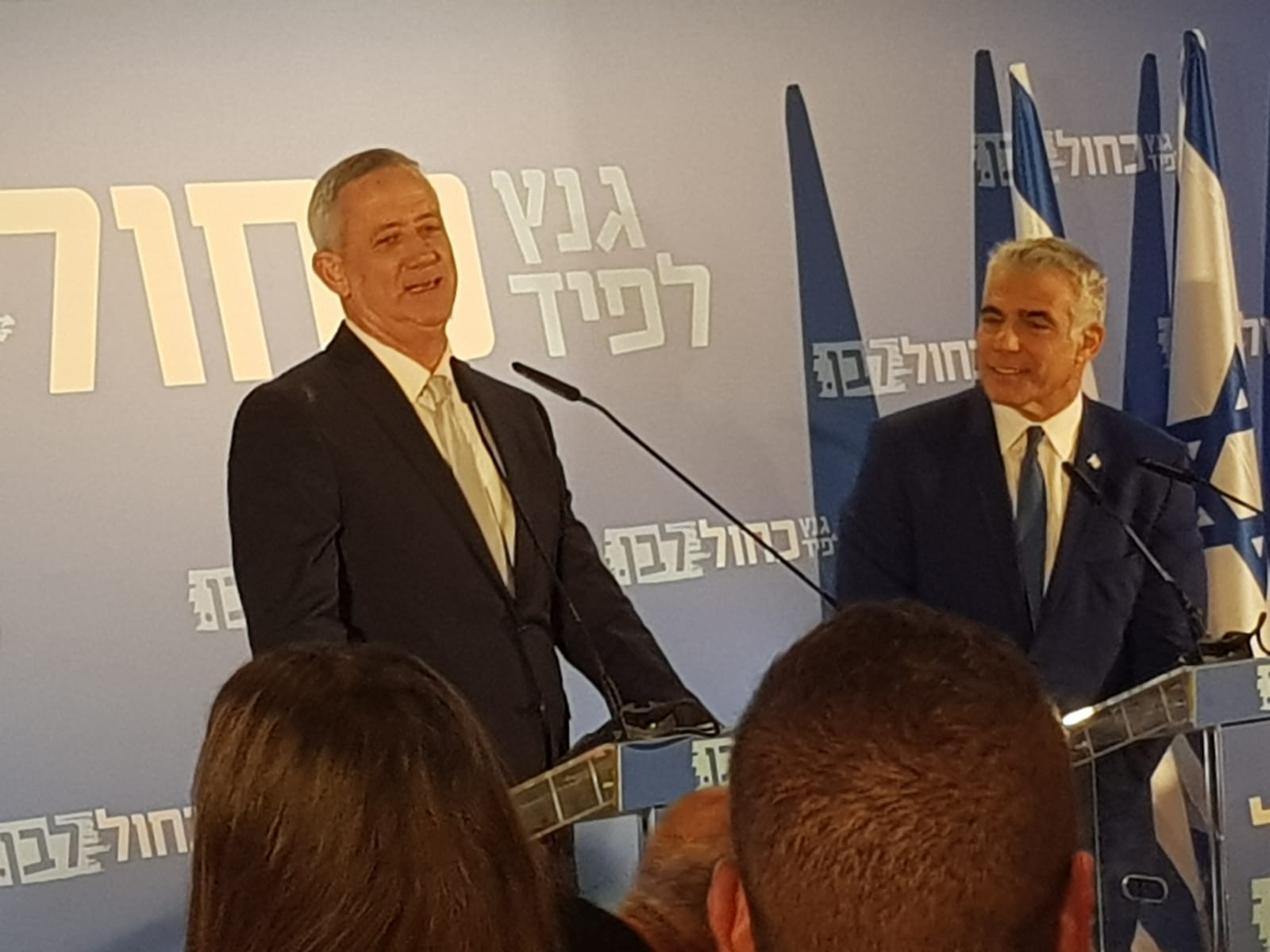
Lapid (vpravo) s Binjaminem Gancem v roce 2019

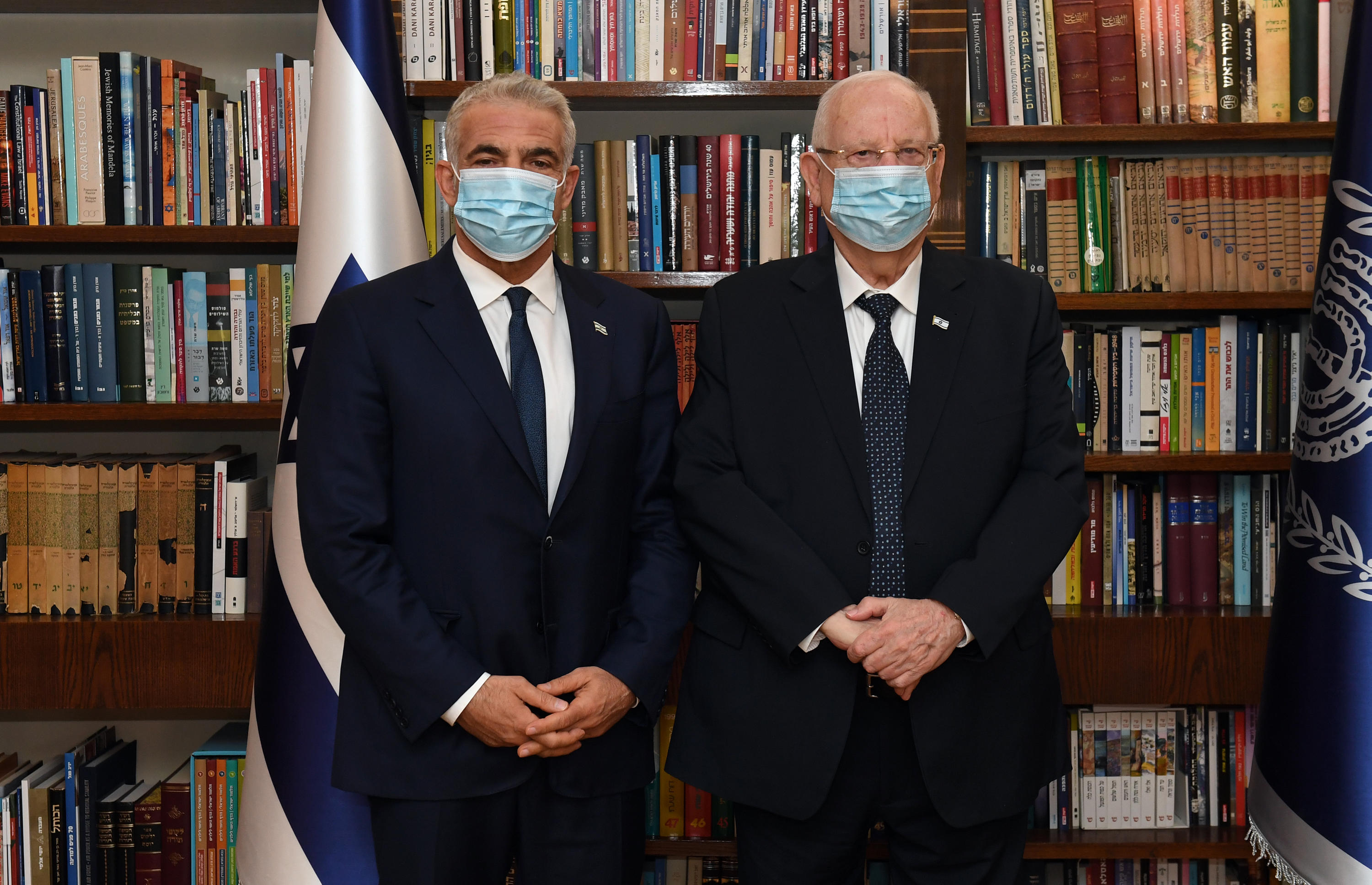
Lapid (vlevo) s prezidentem Re'uvenem Rivlinem v květnu 2021

Dne 8. ledna oznámil, že odchází z novinařiny a vstupuje do politiky. Dne 30. dubna formálně zaregistroval svou stranu „Ješ atid“ (hebrejsky יש עתיד‎, doslova Budoucnost existuje). Tento krok byl načasován tak, aby se shodoval s všeobecným očekáváním, že se v Izraeli budou na začátku podzimu 2012 konat předčasné volby.
Několik dní po registraci Ješ atid sestavil Benjamin Netanjahu vládu národní jednoty. Předpokládalo se tedy, že Lapidova strana bude muset počkat do konce roku 2013, než se bude moci zúčastnit celostátních voleb. V říjnu 2012 však po odchodu Kadimy z Netanjahuovy koalice Netanjahu oznámil, že volby se budou konat koncem ledna 2013, čímž se Ješ atid poprvé naskytla příležitost kandidovat. V listopadu 2012 měla Ješ atid v průměru 11,6 % hlasů, což představovalo 13–14 křesel ve 120členném Knesetu. V lednových volbách získala strana 19 křesel, což z ní dělalo druhou největší stranu v 19. Knesetu.
Dne 15. března 2013 byl jmenován ministrem financí. O pouhých devět měsíců později byl zveřejněn průzkum, který ukázal pokračující trend poklesu popularity: 75 % dotázaných uvedlo, že je jeho výkonem zklamáno, a jeho strana dosáhla v Knesetu pouze 10 křesel oproti 19, které získala na začátku roku.
Dne 2. prosince 2014 Netanjahu odvolal Lapida z funkce ministra financí.

### Ješ atid
V roce 2016 představil Lapid program strany s názvem „Sedmibodový plán pro Izrael“, který zahrnuje důkladnou bezpečnostní doktrínu, regionální konferenci s arabskými státy založenou na nutnosti oddělit se od Palestinců, reformy politického systému, které by očistily stát od korupce, Stát Izrael, který by dosáhl rovnováhy mezi židovským a demokratickým charakterem, posílení systému vymáhání práva, ekonomiku poháněnou inovacemi a větší důraz na vzdělání a vědu.
Ješ atid pod vedením Lapida tvrdí, že stojí v čele boje proti korupci v Izraeli. Nachšonův plán, představený v roce 2017, stanoví, že každá osoba, která bude shledána vinnou z korupce, bude mít zakázáno vykonávat veřejnou funkci. Aby se zabránilo politickému úplatkářství, ruší také „koaliční fondy“.

### Mandát k sestavení vlády
Dne 5. května byl Lapid pověřen druhým mandátem k sestavení nové vlády poté, co se to nepodařilo tehdejšímu premiérovi Netanjahuovi s prvním mandátem. Dne 9. května 2021 bylo oznámeno, že Lapid a Bennett dosáhli významného pokroku v koaličních rozhovorech. Dne 10. května se však zdálo, že koaliční rozhovory jsou ohroženy, neboť Sjednocená arabská kandidátka oznámila, že pozastavuje koaliční rozhovory kvůli eskalaci izraelsko-palestinského konfliktu. Dne 13. května se jeho cesta na post premiéra dále zkomplikovala, když se Naftali Bennett údajně rozhodl odmítnout vstup do Lapidovy vlády kvůli probíhajícímu vojenskému konfliktu s Gazou. Dne 30. května 2021 Bennett v televizním projevu oznámil, že Jamina se skutečně připojí k vládě národní jednoty s Lapidem poté, co všichni kromě jednoho poslance Knesetu za Jaminu souhlasili s podporou tohoto rozhodnutí. Dne 2. června 2021, po jednání s Lapidem a Bennettem, předseda Sjednocené arabské kandidátky Mansúr Abbás oficiálně podepsal koaliční dohodu s Lapidem a souhlasil s tím, že se jeho strana připojí k vládě národní jednoty. Kneset nakonec 13. června odhlasoval novou vládu rozdílem jednoho hlasu. Vláda složila přísahu téhož dne a Lapid se stal alternujícím premiérem a ministrem zahraničních věcí.

### Ministr zahraničních věcí a alternující premiér
Poté, co se stal ministrem zahraničních věcí, převzalo Lapidovo ministerstvo povinnosti ministerstva pro strategické záležitosti. O několik týdnů později Lapid slavnostně otevřel izraelské velvyslanectví v Abú Zabí, což byla první oficiální návštěva Spojených arabských emirátů členem izraelské vlády. V srpnu 2021 jmenoval bývalou ministryni zdravotnictví Ja'el German izraelskou velvyslankyní ve Francii a bývalého poslance Knesetu Šim'ona Solomona velvyslancem v Angole.
Dne 1. srpna navštívil Rabat, aby zde slavnostně otevřel izraelské velvyslanectví. V září slavnostně otevřel izraelské velvyslanectví v Manámě a oznámil obnovení diplomatických vztahů se Švédskem.

## Politické názory
Prohlásil, že bude požadovat obnovení jednání mezi Izraelem a Palestinskou autonomií. Program jeho strany z roku 2013 vyzývá k nastínění „dvou států pro dva národy“ při zachování velkých bloků izraelských osad, jednotného Jeruzaléma a zajištění bezpečnosti Izraele. V lednu 2013, jen několik dní před volbami, prohlásil, že nevstoupí do vlády, která zastaví mírová jednání s Palestinskou autonomií, a dodal, že jeden stát pro Izraelce i Palestince bez mírové dohody by ohrozil židovský charakter Izraele. Řekl: „Nehledáme šťastné manželství s Palestinci, ale rozvodovou dohodu, se kterou bychom mohli žít“. V rámci budoucí mírové dohody by podle Lapida museli Palestinci uznat, že velké osadnické bloky Ari'el, Guš Ecjon a Ma'ale Adumim na Západním břehu Jordánu zůstanou součástí Státu Izrael. Podle Lapida může konflikt ukončit pouze poskytnutí vlastního státu Palestincům a Židé a Arabové by měli žít odděleně ve dvou státech, zatímco Jeruzalém by měl zůstat nerozdělený pod izraelskou vládou. Lapid je nadšený z anexe Golanských výšin a také prohlásil, že se řídí zásadou „maximum Židů na maximálním území s maximálním zabezpečením a s minimem Palestinců“.
O diplomatické patové situaci v izraelsko-palestinském mírovém procesu Lapid řekl: „Většina viny patří palestinské straně a nejsem si jist, zda jsou jako národ připraveni s námi uzavřít mír“. Možnost uzavření rozsáhlé mírové dohody s Palestinci také odmítl jako nereálnou.
V červnu 2015, po volbách v březnu 2015, navštívil Spojené státy a po hodinovém rozhovoru americký novinář Jeffrey Goldberg napsal: „Lapid je vůdcem velké masy zklamaných centristů v izraelské politice. Jednoho dne by se mohl stát premiérem za předpokladu, že Benjamin Netanjahu, v jehož předchozí vládě působil, někdy přestane být premiérem. Lapid, který nyní působí jako jakýsi stínový ministr zahraničí, tvrdí, že Izrael musí převzít diplomatickou iniciativu ve vztahu k Palestincům, pokud chce nadále existovat jako demokracie s židovskou většinou, a navrhuje uspořádat regionální summit po vzoru dřívější arabské mírové iniciativy. Lapid není levicový politik – má zvláštní druh pohrdání izraelskou levicí, které se zrodilo z přesvědčení, že levicoví politici neuznávají povahu regionu, v němž žijí. Je však také pro územní kompromis jako politickou a morální nutnost a vidí, že Netanjahu vede Izrael nezadržitelně k propasti“.
V září 2015 vyložil svou diplomatickou vizi v projevu na Bar-Ilanově univerzitě, v němž řekl: „Strategickým cílem Izraele musí být regionální dohoda, která povede k plným a normálním vztahům s arabským světem a k vytvoření demilitarizovaného nezávislého palestinského státu po boku Izraele. K tomu musí Izrael směřovat. Oddělení od Palestinců s přísnými bezpečnostními opatřeními zachrání židovský charakter státu“.
Podporuje uznání izraelské svrchovanosti nad Golanskými výšinami. V roce 2017 poznamenal, že vzhledem k tomu, že se Írán snaží získat oporu v Sýrii, nelze očekávat, že se Izrael Golanských výšin vzdá.

### Náboženství a stát
V roce 2013, kdy byla Ješ atid ve vládě, Lapid prosazoval posílení veřejné dopravy o šabatu, na rozdíl od současného zákona, který nařizuje většinu veřejné dopravy zastavit.
Kromě toho důrazně podporuje zavedení občanského sňatku v Izraeli. V současné době jsou sňatky a rozvody Židů kontrolovány Vrchním rabinátem, který neuzavírá sňatky mezi Židy a nežidy, a někteří Izraelci ze Sovětského svazu, kteří podle židovského práva nejsou Židy, nemohou v Izraeli uzavírat manželství. Ačkoli Izrael uznává občanské sňatky uzavřené v zahraničí, neexistuje žádný mechanismus pro uzavírání občanských sňatků v Izraeli. V roce 2015, pod Lapidovým vedením, Ješ atid prosazovala návrh zákona o zavedení občanských sňatků, ale návrh byl v Knesetu zamítnut – 50 hlasů bylo proti a 39 pro.

### Vztahy Izraele a diaspory
Když Netanjahu v roce 2017 odvolal svůj slib Židům z diaspory, že rozšíří modlitby u Západní zdi, Lapid toto rozhodnutí ostře kritizoval a prohlásil, že izraelská vláda si znepřátelila „senátory, kongresmany, většinu proizraelské lobby, hlavní dárce, a lidi, na které se obracíme, když potřebujeme pomoc, aby zajistili, že Izrael dostane moderní zbraně, že se zvýší vojenská pomoc, že budou sankce proti Íránu“. Prosil americké Židy, aby „to s námi nevzdávali. Nemáme v úmyslu se vás vzdát. Jsme jeden národ. Možná to bude nějakou dobu trvat. Možná to bude vyžadovat volby. Ale v demokracii rozhoduje většina a většina v Izraeli chce, abychom byli jedním národem“. Lapid tvrdí, že je povinností Izraele uznat všechny proudy judaismu, včetně proudů, které se neřídí ortodoxním židovským právem.
Lapid je předním zastáncem dvoustranných vztahů mezi USA a Izraelem. Vytýká Netanjahuovi, že si znepřátelil americké demokraty: „Skutečnost, že se [izraelská] vláda zcela ztotožňuje s konzervativní, evangelikální frakcí Republikánské strany, je nebezpečná“.
Když byla ignorována žádost židovského demokratického kongresmana Teda Deutche, aby se zúčastnil otevření velvyslanectví v Jeruzalémě, Lapid řekl: „Není možné, aby si toho izraelská vláda nevšimla. Je úkolem úřadu premiéra, aby se podíval na seznam a řekl: Jsme nestranní a nejsme vázáni pouze na republikány“.

### Charedim
Během volební kampaně v roce 2013 hovořil o „rovném podílu na břemenu“ pro všechny izraelské občany. Řekl, že bude usilovat o to, aby všichni izraelští občané, včetně tisíců charedim, kteří byli do té doby osvobozeni od většiny veřejných služeb, byli zařazeni do vojenské a veřejné služby. Dne 27. května 2013 pohrozil, že svrhne vládu, pokud nebudou ultraortodoxní za vyhýbání se odvodům trestně postihováni. Podle názoru některých charedim představuje Lapidův plán „duchovní holokaust“, neboť věří, že právě jejich židovská studia jsou tím, co udržuje Izrael. Někteří charedim prohlásili, že i s rizikem, že se stanou zločinci, budou pokračovat ve studiu judaistiky a odmítnou narukovat nebo vykonávat civilní službu. Lapid popřel, že by usiloval o zničení způsobu života charedim, a řekl: „Nikdo z nás si nepřeje, nedej bože, vnucovat Vám sekularismus nebo naši verzi izraelské identity. Tento stát byl založen proto, aby Židé mohli být Židy a žít jako Židé, aniž by se museli někoho bát“.

### Postoj k údajné protiizraelské zaujatosti
Lapid je hlasitým odpůrcem hnutí BDS, které usiluje o ekonomickou izolaci Izraele. Pomáhal také vysokoškolským studentům v Americe postavit se proti hnutí BDS.
Ostře se vyjádřil k údajné zaujatosti OSN vůči Izraeli. V jednom ze svých článků vyčítal Radě OSN pro lidská práva, že v uplynulém desetiletí hlasovala pro „61 rezolucí odsuzujících porušování lidských práv po celém světě a 67 rezolucí, které odsuzovaly Izrael“ a že má na programu jednání vlastní bod týkající se Izraele. Lapid obviňuje UNESCO z „vymazávání židovské historie“.
Údajnou zaujatost OSN vůči Izraeli odvozuje od vzniku Úřadu OSN pro palestinské uprchlíky na Blízkém východě (UNRWA) v roce 1950, která poskytuje služby pouze palestinským uprchlíkům a uděluje jim dědičný status, takže počet uprchlíků se rozšířil z přibližně 750 000 na pět milionů.

### Novela zákona o Ústavu národní paměti
Lapid, jehož otec přežil holokaust, se vyslovil proti kontroverznímu polskému návrhu zákona o holokaustu, který by kriminalizoval obviňování polského národa ze spoluúčasti na holokaustu. Lapid prohlásil: „Žádný polský zákon nezmění historii. Polsko se podílelo na holokaustu. Na jeho území byly zavražděny statisíce Židů, aniž by se setkali s německým důstojníkem“. Dodal, že jeho „babička byla v Polsku zavražděna Němci a Poláky“. Lapid také napsal, že existovaly „polské tábory smrti“. Státní muzeum Auschwitz-Birkenau uvedlo, že Lapidova tvrzení o údajné polské spolupráci na holokaustu jsou „vědomou lží“ a že Lapid „využívá holokaust jako politickou hru", která zesměšňuje oběti, a přirovnal své tvrzení také k tvrzením popíračů holocaustu.
V únoru 2018 polský premiér Mateusz Morawiecki prohlásil, že „existovali židovští pachatelé“ holokaustu, „nejen němečtí pachatelé“. Lapid slova premiéra odsoudil: „Pachatelé nejsou oběti. Židovský stát nedovolí, aby byli vraždění obviňováni ze své vlastní vraždy“.
Lapidova kniha Memories After My Death popisuje život jeho otce a jeho postřehů z vývoje Izraele v průběhu prvních šedesáti let jeho existence.

## Ocenění
V dubnu 2013 se objevil na seznamu 100 „nejvlivnějších lidí na světě“ časopisu Time v kategorii vůdci. Následující měsíc se umístil na prvním místě v seznamu „nejvlivnějších Židů na světě“, který sestavil deník The Jerusalem Post. Byl také zařazen na seznam předních globálních myslitelů časopisu Foreign Policy.

## Díla
- A Journey to Our Future. [s.l.]: [s.n.], 2017.[97]
- Memories After My Death. [s.l.]: [s.n.], 2010.
- Sunset in Moscow. [s.l.]: [s.n.], 2007.
- The Second Woman. [s.l.]: Kineret Zmora-Bitan Dvir, 2006.
- Standing in a Row. [s.l.]: Jedi'ot sfarim, 2005.
- The Sixth Riddle. [s.l.]: Kineret Zmora-Bitan Dvir, 2001. Dostupné online.
- Elbi – A Knight's Story. [s.l.]: [s.n.], 1998.
- One-Man Play. [s.l.]: Keter Publishing House, 1993. Dostupné online.
- Yoav's Shadow. [s.l.]: Kineret Zmora-Bitan Dvir, 1992. Dostupné online.
- The Double Head. [s.l.]: Kineret Zmora-Bitan Dvir, 1989. Dostupné online.